# Drozd nadrzeczny
Drozd nadrzeczny (Turdus sanchezorum) – gatunek średniej wielkości ptaka z rodziny drozdowatych (Turdidae). Został opisany w 2011 roku; jego obecność została udokumentowana w zachodniej i środkowej Amazonii. Pozyskane wcześniej okazy tego gatunku uznawano za drozdy płowe (T. hauxwelli).

## Taksonomia
Gatunek opisali John P. O’Neill, Daniel F. Lane i Luciano N. Naka w 2011 roku na łamach czasopisma „The Condor”. Holotypem jest samiec odłowiony 8 sierpnia 1983 roku w Peru, w Regionie Loreto, około 10 km na południowy południowy zachód (ang. SSW) od ujścia rzeki Napo do Amazonki. Okaz zdeponowany jest w Museum of Natural Science Uniwersytetu Stanu Luizjana. Nie wyróżnia się podgatunków.

## Morfologia
Opis dotyczy holotypu. Czoło, wierzch głowy, pokrywy uszne i skrzydłowe, grzbiet, kuper i pokrywy nadogonowe mają barwę rudobrązową. Sterówki szarobrązowe. Brudnobiałą brodę i gardło pokrywają szarobrązowe smugi. Brzuch i pokrywy podogonowe białawe. U nasady lotki pierwszego i drugiego rzędu przybierają barwę brązową. Pokrywy podskrzydłowe cynamonowopomarańczowe. Dziób początkowo czarny, na końcu ciemnożółty. Brązowe oczy otoczone są ciemnopomarańczowymi obrączkami ocznymi. Nogi i stopy oliwkowe.
Masa ciała holotypu wynosi 58 g. Długość skrzydła samców (n=25) wynosi 103,98–116,4 mm, samic (n=8) 106,7–111,2 mm, skoku samców 26,2–33,6 mm, samic 26,9–33,8 mm, sterówek samców 78,8–96,8 mm, samic 78,5–87,3 mm.

## Ekologia i zachowanie
Gatunek ten występuje wzdłuż górnej części Amazonki (Solimões). W regionie San Martín (Peru) spotykany także w otwartych lasach lub sawannie o piaszczystym podłożu na wysokości 800–1100 m n.p.m. T.A. Parker odnotował obecność drozda nadrzecznego przy lewym wybrzeżu Napo, opisując go jako pospolitego ptaka podmokłych lasów. 7 sierpnia 2003 roku Daniel F. Lane oraz G.H. Rosenberg obserwowali dwa ptaki tego gatunku żerujące na małych owocach na skraju lasu. Zdaje się on być wszystkożerny jak inne drozdy z rodzaju Turdus. Prawdopodobnie okres lęgowy rozpoczyna się w grudniu lub styczniu, młode opierzają się w pełni w lutym, a dorosłe osobniki odbywają pierzenie po sezonie lęgowym w lipcu/sierpniu.

## Status
Międzynarodowa Unia Ochrony Przyrody (IUCN) od 2016 roku uznaje drozda nadrzecznego za gatunek najmniejszej troski (LC – least concern). Liczebność populacji nie została oszacowana, ale ptak ten opisywany jest jako lokalnie pospolity. Trend liczebności populacji uznawany jest za spadkowy.